# Oncideres maculosa
Oncideres maculosa là một loài bọ cánh cứng trong họ Cerambycidae.